# 元頤
元 頤（げん い、? - 500年）は、北魏の皇族。陽平王。もとの名は安寿。

## 経歴
陽平王拓跋新成の長男として生まれた。陽平王の爵位を嗣いだ。孝文帝により頤の名を賜った。490年（太和14年）、地豆于の侵入を受けたため、これを迎え討って撃退した。492年（太和16年）、懐朔鎮大将・都督三道諸軍事となった。平城に召されて孝文帝に軍事について問われると、「武器を用意して戦争の算段をすべきです。呼韓邪単于が渭橋に諸胡の首長たちを集めた故事と同じこととなりましょう」と答えた。母が亡くなったが、通夜が明けるとすぐに出兵の準備のために召集された。陸叡らとともに三道に分かれて北伐し、柔然に対して大勝をおさめた。元頤が凱旋して入朝すると、孝文帝は「王の前言は嘘ではなかった」と賞賛した。後に朔州刺史に任じられた。496年（太和20年）、恒州刺史の穆泰が元頤を皇帝に擁立しようと図ると、元頤はひそかに孝文帝に報告し、穆泰らは処刑された。500年（景明元年）11月、青州刺史として死去した。諡は荘王といった。
陽平王位は孫の元宗胤の代まで伝わったが、孝明帝のときに、元宗胤が叔父を殺した罪で死を賜り、爵位は除かれた。

## 伝記資料
- 『魏書』巻19上 列伝第7上
- 『北史』巻17 列伝第5